# Kerem Acmona
Kerem Acmona (hebrejsky: כרם עצמונה, doslova "Vinice Acmony", anglicky: Kerem Atzmona) byla malá izraelská osada v jižní části bloku Guš Katif, která se nacházela v jihozápadním cípu Pásma Gazy, a která byla evakuována v rámci Izraelského plánu jednostranného stažení v roce 2005.

## Dějiny
Vesnice Kerem Acmona byla založena v roce 2001. Šlo o satelitní výběžek starší osady Bnej Acmon. Historie Kerem Acmony začala ještě před vypuknutím Intifády al-Aksá. Mezi osadami Morag a Bnej Acmon leželo několik tisíc dunamů nevyužíté půdy, kde se o deset let dříve rozkládaly vinice patřící k vesnici Bnej Acmon. V létě 2000 se druhá generace dětí osadníků z Guš Katif rozhodla uspořádat na této písečné plošině letní tábor. O několik měsíců později se před židovským svátkem Roš ha-šana dvě rodiny rozhodly přesunout se na toto místo a žít zde v karavanech. Následující jaro se je rozhodly následovat další rodiny, které zde žily v provizorních karavanech. Oficiální slavnost založení nové osady se odehrála 8. února 2001 na svátek Tu bi-švat. V roce 2001 se zde usadilo jádro 5 rodin. Zpočátku šlo o pouhou izolovanou výspu zástavby přináležející k osadě Bnej Acmon ale postupně se Kerem Acmona proměnila ve fakticky nezávislou obec, s vlastním zastoupením v Oblastní radě Chof Aza. Kromě obytných budov zde byla postavena synagoga, mikve pro muže a dětské hřiště. Mezi plány rozvoje osady byla výstavba jeslí a další stavební expanze. Osada nebyla nikdy plně uznána izraelskou vládou a její status byl podobný neschváleným předsunutým stanovištím ("outpostům").
Všech 20 rodin žijících v Kerem Acmona bylo 17. srpna 2005 vystěhováno izraelskou armádou a izraelskou policií v rámci plánu jednostranného stažení. Karavany a jiné objekty byly zničeny a oblast byla předána palestinským Arabům.

## Demografie
Obyvatelstvo obce Kerem Acmona bylo v databázi rady Ješa popisováno jako nábožensky založené. Přesné údaje o populačním vývoji nejsou k dispozici, protože osada nebyla oficiálně uznávána jako samostatná obec a její obyvatelé byli považováni za rezidenty Bnej Acmon. Databáze Yesha ale k roku 2003 uvádí v Kerem Acmona 24 stálých obyvatel.